# Reithrodontomys fulvescens
Reithrodontomys fulvescens är en däggdjursart som beskrevs av J. A. Allen 1894. Reithrodontomys fulvescens ingår i släktet skördemöss, och familjen hamsterartade gnagare. IUCN kategoriserar arten globalt som livskraftig. Inga underarter finns listade i Catalogue of Life.
Reithrodontomys fulvescens är med svans 134 till 189 mm lång och kotorna som bildar svansen har tillsammans en längd av 73 till 116 mm. Artens päls på ovansidan bildas av en delvis synlig ljus underull (ljusbrun med inslag av rosa) och av svarta täckhår vad som ger ett fläckigt utseende. Undersidan är täckt av vitaktig päls. I varje käkhalva finns en framtand, ingen hörntand, ingen premolar och tre molarer. Denna gnagare skiljer sig från andra släktmedlemmar i avvikande detaljer av skallens och kindtändernas konstruktion.
Arten lever i Nord- och Centralamerika från centrala USA till Nicaragua. Den vistas i låglandet och i bergstrakter upp till 1700 meter över havet. Habitatet utgörs främst av gräsmarker med glest fördelade buskar och av buskskogar. Reithrodontomys fulvescens hittas även i lövfällande skogar.
Denna gnagare är aktiv på natten och går främst på marken. Under dagen vilar den ofta i underjordiska bon. Boets djupaste delar ligger vanligen en meter under markytan. Arten äter frön, unga växtskott och insekter. Honor kan para sig hela året. De har ungefär 3 ungar per kull i Texas och upp till 5 ungar längre söderut.